# Grégoire Coffinières de Nordeck
Grégoire Gaspard Félix Coffinières de Nordeck (Castelnaudary, 3 settembre 1811 – Parigi, 7 gennaio 1887) è stato un generale francese.

## Biografia

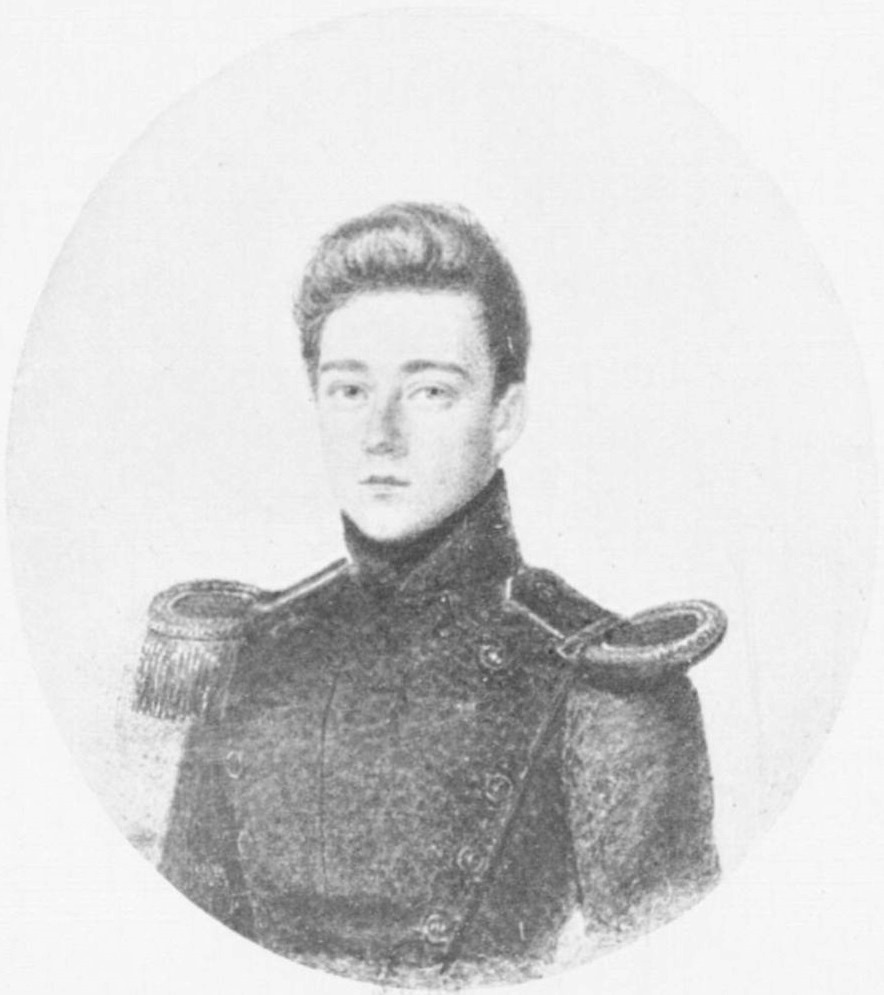
Il giovane tenente Coffinières

Figlio di Alexandre Coffinières e di Paule Adélaïde Marquier, Grégoire nacque a Castelnaudary.
Nel 1829 entrò nell' École polytechnique, periodo durante il quale venne inoltre chiamato a prendere parte alla rivoluzione di luglio. Uscì dalla scuola nel 1831 col grado di sottotenente del genio militare francese.
Successivamente seguì i corsi dell' École d'application de l'artillerie et du génie a Metz, dopo i quali venne inviato in Algeria. Tornato in Francia nel 1837, vi rimase sino al 1844 quando prende parte alla spedizione in Marocco.
Nominato direttore del genio ad Auch nel 1845, Coffinières tornò nel 1849 in Marocco. Partì poco dopo per l'Argentina dove tracciò la prima cartografia completa del bacino del Río de la Plata nel 1850 ; all'epoca aveva già raggiunto il grado di tenente colonnello..
Con lo scoppio della Guerra di Crimea, prese parte all'Assedio di Sebastopoli e venne nominato in seguito generale di brigata.
Grégoire Coffinières succedette nel 1860 al generale Charles Eblé nel comando dell' École polytechnique dove creò una cattedra di storia con Victor Duruy come primo titolare. Coffinières comandò la scuola sino al 1865.
Nel 1865 venne promosso generale di divisione. Con lo scoppio della guerra franco-prussiana nel 1870, venne nominato comandante superiore della piazza di Metz. Durante questo periodo ad ogni modo la sua condotta fu controversa, venendo accusato di aver lasciato la piazza indifesa; egli rivoltò le proprie responsabilità sul generale Bazaine, ma era lui il vero responsabile della piazza d'arme locale; quando Bazaine venne portato in giudizio per tradimento, il nome di Coffinières venne citato a sua volta nel processo.
Coffinières era nel frattempo stato fatto prigioniero dai tedeschi ad Amburgo. Liberato dopo la fine della guerra, si pose in riserva dal 1876, pensionandosi nel 1881 e morendo a Parigi nel 1887. Venne sepolto nel cimitero di Castelnaudary.